# Teofilo Patini
Teofilo Patini (Castel di Sangro, 5 mai 1840 - Naples 16 novembre 1906 est un peintre italien actif au XIXe et au début du XXe siècle.

## Biographie
Après des études de philosophie à l'université de Naples, Teofilo s'inscrit en juillet 1856 aux cours de peinture de l'Académie des beaux-arts de Naples. Il a pour maîtres Giuseppe Mancinelli, Giovanni Salomone et Biagio Molinari et se lie bientôt au groupe de peintres dirigé par Filippo Palizzi dont il est fervent élève.
Teofilo fait des voyages d'études à Florence (1868) et à Rome (1870) pour retourner ensuite à Castel di Sangro en 1873. En 1882, il fonde l'École des arts et métiers à L'Aquila.
À sa mort, le 16 novembre 1906, il est enterré dans le cimetière de Poggioreale à Naples, dans le secteur dédié aux artistes; récemment, la ville de Castel di Sangro a demandé à la ville de Naples de pouvoir transférer la dépouille à Castel di Sangro, où l'on a réalisé une tombe digne de son nom. Le stade de l'équipe de football de Castel di Sangro est baptisé Teofilo Patini en l'honneur du peintre. Diverses écoles portent aussi son nom, telles que le lycée scientifique de Castel di Sangro et une école secondaire de L'Aquila.
À Castel di Sangro, on a récemment érigé une statue commémorative sur la place Patini centrale.

## Genre et but de ses œuvres
Socialiste pur et dur, il a peint des tableaux illustrant la vie paysanne des Abruzzes de la fin du XIXe siècle et du début du XXe siècle, mettant en relief la condition de pauvreté de la région et la capacité de résistance et de sacrifice de la population.
Trois de ses œuvres, notamment, ont une forte connotation politique et sont ainsi considérées comme une « trilogie sociale » : Bêche et lait (it), L'héritier et Bêtes de somme (it).
Il fit aussi des représentations d'images sacrées dans des peintures et des fresques.

## Œuvres principales
L'importance de son œuvre apparaît à partir des années 1970. Voici ses œuvres les plus importantes :
- La Première Leçon d'équitation (2 versions) ;
- La Chaîne ;
- Les Trois Petites Orphelines ;
- L'Héritier (2 versions) ;
- Bêche et Lait (2 versions) ;
- Bêtes de somme (it) ;
- L'Aquila (fresque) ;
- Pulsations et Battements de cœur (Pulsazioni e palpiti ;
- Ventre et Cœur ;
- L'Ange gardien ;
- I Bravi ;
- La Sainte Face ;
- Les Notables de mon village (I Notabili del mio paese) ;
- Le joueur de fifre (Il pifferaio).

L'une de ses dernières œuvres est la fresque de l'amphithéâtre de l'université de Naples.

## Sources
- (it) Cet article est partiellement ou en totalité issu de l’article de Wikipédia en italien intitulé « Teofilo Patini » (voir la liste des auteurs).